# Briseur de grève au Québec
Pour un article plus général, voir Briseur de grève.
Un briseur de grève au Québec est une personne qui effectue le travail d'un employé en grève ou en lock-out. Leur utilisation est grandement restreinte par le Code du travail du Québec.
Adopté en 1977, les dispositions anti-briseurs de grève du Code du travail empêchent un employeur en grève ou en lock-out de faire appel à des briseurs de grève. De façon générale, seuls les cadres de l'établissement en grève peuvent effectuer le travail autrement fait par les employés en grève. Toutefois, l'employeur est autorisé à faire effectuer le travail hors de l'établissement.
Un briseur de grève est aussi appelé « travailleur de remplacement » ou par l'anglicisme « scab ».

## Historique

### Contexte
Le début des années 1970 au Québec a été marquée par l’essor de mouvements syndicaux importants. Les négociations dans le secteur public occasionnent des grèves majeures, notamment celle organisée par le Front commun. Le secteur privé est lui aussi aux prises avec des grèves importantes. La plus emblématique d'entre elles est sans aucun doute celle de la United Aircraft de Longueuil. Répliquant à un sit-in, la compagnie met, le 9 janvier 1974, ses employés en lock-out. La grève durera 22 mois où s'accumuleront les actes de violence. La United Aircraft utilise durant le lock-out des briseurs de grève afin de permettre à l'usine de poursuivre sa production.
Plusieurs auteurs s'accordent pour dire que la violence issue de ces conflits de travail est à l'origine de l'adoption des dispositions anti-briseurs de grève,[réf. nécessaire]
De plus, moins d'une semaine avant l'adoption du projet de loi, des agents de sécurité de la compagnie Robin Hood blessent huit grévistes en ouvrant le feu.

### Adoption des dispositions
Adopté en 1964, le Code du travail du Québec ne prévoyait initialement rien sur les briseurs de grève. En 1973, alors que le gouvernement libéral de Robert Bourassa est au pouvoir, le ministre du Travail de l'époque Jean Cournoyer propose de limiter l'usage des briseurs de grève. Toutefois, le projet n'aboutit pas. Le Parti québécois prend alors l'engagement, lors de l'élection de 1976 de modifier le Code du travail pour interdire les briseurs de grève. C'est donc en 1977 que le ministre Pierre-Marc Johnson propose la modification.
| Article 97 a) du Code du travail (1977) |
| --- |
| 97 a. Il est interdit à un employeur: a) d’utiliser les services d’une personne pour remplir les fonctions d’un salarié représenté par une association accréditée qui a déclaré une grève conformément à l’article 46 et, le cas échéant, à l’article 99, ou d’un salarié lock-outé, lorsque cette personne a été embauchée entre le jour où l’avis de négociation a été donné ou est réputé l’avoir été et la fin de la grève ou du lock-out; b) d’utiliser, dans un établissement où une grève a été déclarée conformément à l’article 46 et, le cas échéant, à l’article 99, par une association accréditée ou dans un établissement où les salariés sont lock-outés, les services d’un salarié qui fait partie de l’unité de négociation alors en grève ou en lock-out à moins: i. qu’un accord ne soit intervenu à cet effet entre les parties et dans la mesure où il y pourvoit; ii. qu’une ordonnance ne soit rendue en vertu de l’article 99 ou qu’une décision ne soit rendue en vertu d’une loi permettant d’assurer les services essentiels en cas de conflit du travail et, dans ce dernier cas, dans la mesure où cette décision y pourvoit; c) d’utiliser dans un autre de ses établissements, les services d’un salarié représenté par une association accréditée qui a déclaré une grève conformément à l’article 46 et, le cas échéant, à l’article 99, ou d’un salarié lock-outé; d) d’utiliser, dans un établissement où une grève a été déclarée conformément à l’article 46 et, le cas échéant, à l’article 99, par une association accréditée ou dans un établissement où les salariés sont lock-outés, les services de salariés qu’il emploie dans un autre établissement. |

## Modifications subséquentes
Les dispositions anti-briseurs ne seront modifiées d'une manière importante qu'en 1983.

### Interdiction
Tout d'abord, il faut noter qu'aucune des restrictions sur les briseurs de grève ne s'applique en cas de grève illégale. Si par exemple la grève a été déclarée en dehors de la fenêtre d'opportunité de l'art. 58 C.t. ou que l'association n'est pas encore accréditée (art. 106 C.t. ), l'employeur a le droit d'utiliser des briseurs de grèves dans tous les cas visés par l'art. 109.1 C.t..
| Article 109.1 du Code du travail (C-27) |
| --- |
| 109.1. Pendant la durée d’une grève déclarée conformément au présent code ou d’un lock-out, il est interdit à un employeur: a) d’utiliser les services d’une personne pour remplir les fonctions d’un salarié faisant partie de l’unité de négociation en grève ou en lock-out lorsque cette personne a été embauchée entre le jour où la phase des négociations commence et la fin de la grève ou du lock-out; b) d’utiliser, dans l’établissement où la grève ou le lock-out a été déclaré, les services d’une personne à l’emploi d’un autre employeur ou ceux d’un entrepreneur pour remplir les fonctions d’un salarié faisant partie de l’unité de négociation en grève ou en lock-out; c) d’utiliser, dans l’établissement où la grève ou le lock-out a été déclaré, les services d’un salarié qui fait partie de l’unité de négociation alors en grève ou en lock-out à moins: i. qu’une entente ne soit intervenue à cet effet entre les parties, dans la mesure où elle y pourvoit, et que, dans le cas d’un établissement visé à l’article 111.2, cette entente ait été approuvée par la Commission; ii. que, dans un service public, une liste n’ait été transmise ou dans le cas d’un établissement visé à l’article 111.2, n’ait été approuvée en vertu du chapitre V.1, dans la mesure où elle y pourvoit; iii. que, dans un service public, un décret n’ait été pris par le gouvernement en vertu de l’article 111.0.24. d) d’utiliser, dans un autre de ses établissements, les services d’un salarié qui fait partie de l’unité de négociation alors en grève ou en lock-out; e) d’utiliser, dans l’établissement où la grève ou le lock-out a été déclaré, les services d’un salarié qu’il emploie dans un autre établissement; f) d’utiliser, dans l’établissement où la grève ou le lock-out a été déclaré, les services d’une personne autre qu’un salarié qu’il emploie dans un autre établissement sauf lorsque des salariés de ce dernier établissement font partie de l’unité de négociation alors en grève ou en lock-out; g) d’utiliser, dans l’établissement où la grève ou le lock-out a été déclaré, les services d’un salarié qu’il emploie dans cet établissement pour remplir les fonctions d’un salarié faisant partie de l’unité de négociation en grève ou en lock-out. |

### Notion d'établissement

#### Hors de l'établissement
La législation québécoise est plus stricte. Le Code du travail édicte un grand nombre de situations où des personnes ne peuvent remplacer un travail en grève ou en lock-out. De manière générale, le Code prévoit deux situations. D'abord, au sein de l'établissement en grève, il n'est possible pour l'employeur que d'utiliser les cadres pour effectuer le travail des employés en grève et seulement si ceux ont été engagés avant le début des négociations de la convention collective. Toutefois, à l'extérieur de l'établissement, l'employeur peut y faire transférer le travail des employés. Ainsi, un employeur peut utiliser des employés d'autres établissements non en grève ou sous-traiter auprès d'une autre entreprise.

### Propositions de réforme
Au mois de novembre 2011, la Commission de l'économie et du travail publiait le rapport La modernisation des dispositions anti-briseurs de grève prévues au Code du travail.
Ce rapport comprend plusieurs recommandations, dont l'une concerne la notion d'établissement :

« Sur la base des témoignages reçus lors des auditions, la Commission évalue que le rapport de force entre les parties négociantes peut actuellement être nettement déséquilibré dans certains milieux de travail, notamment dans le secteur de l’information. Les parlementaires considèrent que les dispositions antibriseurs de grève doivent pouvoir s’adapter à l’évolution économique et technologique de la société afin d’assurer le maintien du rapport de force équilibré entre les parties, ce qui constitue un objectif primordial pour le législateur. Si cette évolution ne se fait pas par la jurisprudence, la Commission est d’avis qu’elle devra se faire par des modifications législatives. »

— Commission de l'économie et du travail, La modernisation des dispositions anti-briseurs de grève prévues au Code du travail